# Navalha na Carne
Navalha na Carne é uma peça teatral de Plínio Marcos.
Levada aos palcos pela primeira vez em São Paulo, em 1967, com Walmor Chagas e Cacilda Becker, com direção de Jairo Arco e Flexa. Ampliou a repercussão a partir da montagem carioca, dirigida no mesmo ano por Fauzi Arap e com Tônia Carrero no elenco. Logo o texto foi censurado pela ditadura militar, e só pôde ser encenado 13 anos depois.

## Sinopse
É a história de três personagens num quarto de bordel: a prostituta Neusa Sueli, o gigolô Vado e o homossexual Veludo falam de suas vidas e expõem sua marginalidade.

## Adaptações para o cinema
- A Navalha na Carne - em 1969, dirigida por Braz Chediak
- Navalha na Carne - em 1997, dirigida por Neville de Almeida.

## Outras adaptações
- Navalha na Carne (ópera), composta por Leonardo Martinelli (compositor) - estreou em 2022 no Theatro Municipal de São Paulo.[3]